# Zagaje Smrokowskie
Zagaje Smrokowskie est une localité polonaise de la gmina de Słomniki, située dans le powiat de Cracovie en voïvodie de Petite-Pologne.